# نیمه‌شب‌ها
نیمه‌شب‌ها یا نیمه‌های شب (انگلیسی: Midnights) دهمین آلبوم استودیویی خواننده-ترانه‌سرای آمریکایی تیلور سوئیفت است که در ۲۱ اکتبر ۲۰۲۲ از طریق ریپابلیک رکوردز منتشر شد. درحالی‌که نیمه‌شب‌ها حین برگزاری مراسم جوایز موسیقی ویدئوی ام‌تی‌وی ۲۰۲۲ اعلام شد، این آلبوم نخستین اثر کاملاً جدید سوئیفت از زمان آلبوم‌های ۲۰۲۰ فولکلور و اورمور است. این اثر، آلبومی مفهومی در رابطه با تفکرات شبانه است که به‌دست سوئیفت نوشته و تهیه شده‌است و جک آنتونوف همکاری اصلی او در ساخت آن است.
نیمه‌شب‌ها الهام‌گرفته از «۱۳ شب بی‌خوابی» از زندگی سوئیفت است. این آلبوم حاوی اشعار اعتراف‌آمیز و در عین حال رمزآلودی است که به مضامینی مانند اضطراب، ناامنی، خودانتقادی، خویشتن‌آگاهی، بی‌خوابی و خودباوری می‌پردازد. از لحاظ موسیقایی، سوئیفت سبک‌های الکترونیکا، دریم پاپ، بدروم پاپ و سبک‌های موسیقی چیل‌اوت را در این آلبوم تجربه کرد و برای بازگشتی به سینث-پاپ و الکتروپاپ، از سبک آلترناتیو فولک آلبوم‌های ۲۰۲۰ خود پرهیز کرد. سینث‌سایزر، ماشین درام و ریتم‌های هیپ هاپ و آراندبی از سازهای مورد استفاده در این آلبوم هستند.
به‌دنبال تبلیغات اندک آلبوم‌های استودیویی ۲۰۲۰ خود، سوئیفت با نیمه‌شب‌ها به روش معرفی عمومی آلبوم‌های مرسوم خود بازگشت. او نام قطعه‌ها را از ۲۱ سپتامبر تا ۷ اکتبر ۲۰۲۲ از طریق مجموعه‌ای به‌نام آشفتگی نیمه‌شب‌ها با من در تیک‌تاک پرده‌برداری کرد و لانا دل ری در چهارمین قطعه، «برف در ساحل» حضور داشت. هفت قطعهٔ بونز (Bonus) آلبوم به‌طور غافل‌گیرانه در ۲۱ اکتبر، و به‌دنبال آن موزیک ویدئوهای «ضدقهرمان»، و «آراسته به جواهر» به نمایش درآمدند. «ضدقهرمان» که تک‌آهنگ آغازین آلبوم است، به نهمین ترانهٔ شمارهٔ یک او در جدول بیلبورد هات ۱۰۰ تبدیل شد.
نیمه‌شب‌ها با تحسین منتقدان موسیقی مواجه شد و ساختار ملایم و سبک ترانه‌سرایی سوئیفت را ستایش کردند. این آلبوم موفقیتی تجاری در تمام فرمت‌های مصرف موسیقی بود و رکوردهای متعددی را در سطح جهانی شکست. بسیاری از نشریات نیمه‌شب‌ها را در فهرست بهترین آلبوم‌های سال ۲۰۲۲ خود قرار دادند و موفقیت‌های هنری و تجاری آلبوم را گواهی بر محبوبیت پایدار سوئیفت دانستند. این آلبوم رکورد اسپاتیفای برای بیشترین مقدار استریم یک‌روزه برای یک آلبوم را به دست آورد و در ۲۵ منطقه از جمله استرالیا، کانادا، فرانسه، آلمان، ایتالیا، اسپانیا و بریتانیا در صدر جدول قرار گرفت. این آلبوم در ایالات متحده با بیش از ۱٫۵ میلیون فروش آغاز به کار کرد و به پرفروش‌ترین آلبوم ۲۰۲۲ تبدیل شد. نیمه‌شب‌ها یازدهمین آلبوم شمارهٔ یک سوئیفت در بیلبورد ۲۰۰ است و در یک هفته تمام قطعه‌ها به ۱۰ ترانهٔ برتر جدول بیلبورد هات ۱۰۰ رسیدند. این آلبوم و قطعاتش در شصت و ششمین مراسم جوایز گرمی نامزد شش جایزه شدند که در نهایت آلبوم سال و بهترین آلبوم آواز پاپ را برنده شد. سوئیفت برای حمایت از این آلبوم و نیز آلبوم‌های دیگرش، تور دوره‌ها (۲۰۲۳–۲۰۲۴) را برگزار کرد.

## پیش‌زمینه
پس از مناقشه‌ای بر فروش مسترهای شش آلبوم استودیویی نخست تیلور سوئیفت در ۲۰۱۹، او برنامه‌هایی برای ضبط مجدد این آلبوم‌ها اعلام کرد. در ۲۰۲۱، او دو ضبط مجدد نخست، بی‌باک (نسخه تیلور) و سرخ (نسخه تیلور) را منتشر کرد. آلبوم دوم شامل نسخهٔ اصلی ۱۰ دقیقه‌ای از ترانهٔ ۲۰۱۲ او، «همه‌اش را خیلی خوب»، و نیز فیلم کوتاه مربوطه‌ای به نویسندگی و کارگردانی خود سوئیفت می‌شود. رسانه‌های جریان اصلی انتظار داشتند که او سومین ضبط مجددش را در آینده منتشر کند.
سوئیفت در ۲۸ اوت ۲۰۲۲ برای فیلم کوتاهش نامزد دریافت پنج جایزه از جوایز موسیقی ویدئوی ام‌تی‌وی ۲۰۲۲ شد که سه تا از این جوایز را کسب کرد. او در حین سخنرانی برای دریافت جایزه بهترین ویدیوی سال اعلام کرد که آلبوم استودیویی «کاملاً جدید» او برای انتشار در ۲۱ اکتبر ۲۰۲۲ برنامه‌ریزی شده‌است. اندکی بعد، وبگاه رسمی سوئیفت با شمارش معکوس تا نیمه‌شب و عبارت «در نیمه‌شب پیش من باش» به روز شد. پس‌زمینهٔ برخی از ترانه‌های سوئیفت در اسپاتیفای به تصویری از ساعت تغییر یافت. در نیمه‌شب، سوئیفت در رسانه‌های اجتماعی خود اعلام کرد که دهمین آلبوم استودیویی او نیمه‌شب‌ها نام دارد که همراه با مقدمه و نسخه‌ای موقت از طرح روی جلد آن است. او این آلبوم را «داستان‌های ۱۳ شب بی‌خوابی که در طول زندگی [او] پراکنده شد» توصیف کرد.

## بازخورد منتقدان
| بررسی جمعی       | بررسی جمعی |
| منبع             | رتبه‌بندی   |
| ---------------- | ---------- |
| انی‌دیسنت‌میوزیک؟  | ۸٫۰/۱۰     |
| متاکریتیک        | ۸۵/۱۰۰     |
| بررسی انتقادی    |            |
| منبع             | رتبه‌بندی   |
| آمریکن سانگرایتر | [ ۱۳ ]     |
| دیلی تلگراف      | [ ۱۴ ]     |
| انترتینمنت ویکلی | B+         |
| گاردین           | [ ۱۶ ]     |
| ایندیپندنت       | [ ۱۷ ]     |
| ان‌ام‌ئی           | [ ۱۸ ]     |
| پیست             | ۷٫۸/۱۰     |
| تایمز            | [ ۲۰ ]     |
| رولینگ استون     | [ ۲۱ ]     |

نیمه‌شب‌ها با تحسین گستردهٔ منتقدان موسیقی مواجه شد و اکثر آن‌ها تولید آرام آن را ستایش کردند. این آلبوم در وبگاه نقد و بررسی متاکریتیک، که از نمره استاندارد استفاده می‌کند، بر اساس نظر وزنی ۲۸ منتقد امتیاز ۸۵ از ۱۰۰ را کسب کرده که نشان‌گر «تحسین همگانی» است. وبگاه گردآورندهٔ نقد انی دیسنت میوزیک؟ بر اساس ارزیابی‌شان از اجماع انتقادی به آلبوم نمرهٔ ۸٫۰ از ۱۰ را داد.
بریتانی اسپانوس از رولینگ استون و کریس ویلمن از ورایتی در نقدهایی مثبت، ترانه‌سرایی، تولید و مفهوم آلبوم را ستایش کردند. اسپانوس نیمه‌شب‌ها را یک «کلاسیک فوری» نامید و ویلمن رابطهٔ احساسی موسیقایی میان سوئیفت و آنتونوف را تحسین کرد. نیل مک‌کورمیک از دیلی تلگراف، با تحسین مهارت ترانه‌نویسی «صمیمانه» سوئیفت، ملودی‌ها و اشعار نیمه‌شب‌ها را تحسین کرد و این آلبوم را «نقطه عطفی» در حرفهٔ سوئیفت دانست.

## عملکرد تجاری

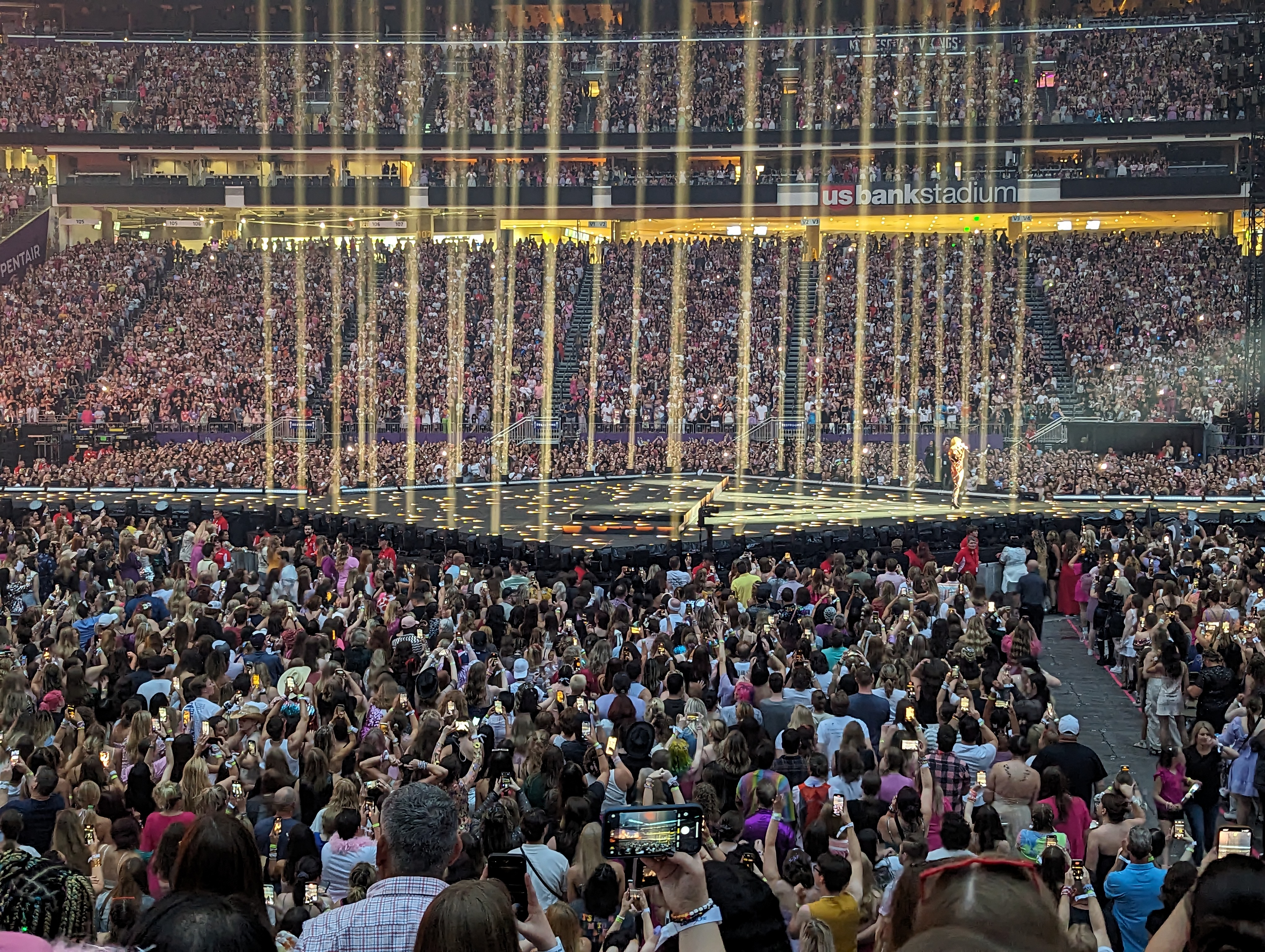
تور اِراس تیلور سوییفت

نیمه‌شب‌ها رکورد اسپاتیفای برای بیشترین استریم آلبوم در یک روز، اپل میوزیک برای بیشترین استریم آلبوم پاپ در یک روز و رکورد آمازون میوزیک برای بیشترین استریم آلبوم در یک روز را شکست. سوئیفت با این آلبوم به اولین هنرمند در تاریخ تبدیل شد که با ترانه‌هایش به هر ده رتبه برتر بیلبورد هات ۱۰۰ دست یافت.

## فهرست قطعه‌ها
تمام قطعه‌ها، به جز موارد ذکرشده، به‌دست تیلور سوئیفت و جک آنتونوف تهیه شده‌اند.
| نیمه‌شب‌ها – نسخهٔ استاندارد | نیمه‌شب‌ها – نسخهٔ استاندارد          | نیمه‌شب‌ها – نسخهٔ استاندارد                           | نیمه‌شب‌ها – نسخهٔ استاندارد |
| شماره                     | نام                                | نویسنده(ها)                                         | مدت                       |
| ------------------------- | ---------------------------------- | --------------------------------------------------- | ------------------------- |
| ۱.                        | «غبار اسطوخودوس» ()                | سوئیفت آنتونوف زوئی کراویتز مارک اسپیرز سویت سم دیو | ۳:۲۲                      |
| ۲.                        | «رنگ عنابی»                        | سوئیفت آنتونوف                                      | ۳:۳۸                      |
| ۳.                        | «ضدقهرمان»                         | سوئیفت آنتونوف                                      | ۳:۲۰                      |
| ۴.                        | «برف در ساحل» (با حضور لانا دل ری) | سوئیفت لانا دل ری آنتونوف                           | ۴:۱۶                      |
| ۵.                        | «خودتی و خودت، بچه»                | سوئیفت آنتونوف                                      | ۳:۱۴                      |
| ۶.                        | «باران نیمه‌شب»                     | سوئیفت آنتونوف                                      | ۲:۵۴                      |
| ۷.                        | «پرسش…؟»                           | سوئیفت آنتونوف                                      | ۳:۳۰                      |
| ۸.                        | «چیز آتش به اختیار»                | سوئیفت                                              | ۲:۴۴                      |
| ۹.                        | «آراسته به جواهر»                  | سوئیفت آنتونوف                                      | ۳:۱۴                      |
| ۱۰.                       | «هزارتو»                           | سوئیفت آنتونوف                                      | ۴:۰۷                      |
| ۱۱.                       | «کارما» ()                         | سوئیفت آنتونوف اسپیرز سویت کیانو تورس               | ۳:۲۴                      |
| ۱۲.                       | «حرف‌های عاشقانه»                   | سوئیفت ویلیام باوری                                 | ۳:۰۸                      |
| ۱۳.                       | «نابغه»                            | سوئیفت آنتونوف                                      | ۳:۱۱                      |
| مجموع مدت:                | مجموع مدت:                         | مجموع مدت:                                          | ۴۴:۰۲                     |

| نیمه‌شب‌ها –نسخهٔ ۳ صبح | نیمه‌شب‌ها –نسخهٔ ۳ صبح                                | نیمه‌شب‌ها –نسخهٔ ۳ صبح      | نیمه‌شب‌ها –نسخهٔ ۳ صبح |
| شماره                | نام                                                 | نویسنده(ها)               | مدت                  |
| -------------------- | --------------------------------------------------- | ------------------------- | -------------------- |
| ۱۴.                  | «جنگ بزرگ» ()                                       | سوئیفت دسنر               | ۴:۰۰                 |
| ۱۵.                  | «بزرگ‌تر از کل آسمان»                                | سوئیفت آنتونوف            | ۳:۳۸                 |
| ۱۶.                  | «پاریس»                                             | سوئیفت آنتونوف            | ۳:۱۶                 |
| ۱۷.                  | «خیانت والا» ()                                     | سوئیفت دسنر               | ۳:۵۱                 |
| ۱۸.                  | «اِشکال» ()                                          | سوئیفت آنتونوف اسپیرز دیو | ۲:۲۸                 |
| ۱۹.                  | «می‌توانست بشود، کم مونده بود، بایستی انجام می‌شد» () | سوئیفت دسنر               | ۴:۲۰                 |
| ۲۰.                  | «خواننده عزیز»                                      | سوئیفت آنتونوف            | ۳:۴۵                 |
| مجموع مدت:           | مجموع مدت:                                          | مجموع مدت:                | ۶۹:۲۰                |

| نیمه‌شب‌ها – قطعه‌های بونز انحصاری تارگت | نیمه‌شب‌ها – قطعه‌های بونز انحصاری تارگت   | نیمه‌شب‌ها – قطعه‌های بونز انحصاری تارگت | نیمه‌شب‌ها – قطعه‌های بونز انحصاری تارگت |
| شماره                                 | نام                                     | نویسنده(ها)                           | مدت                                   |
| ------------------------------------- | --------------------------------------- | ------------------------------------- | ------------------------------------- |
| ۱۴.                                   | «چیز متفاوت» ()                         | سوئیفت آنتونوف دسنر                   | ۳:۵۴                                  |
| ۱۵.                                   | «خودتی و خودت، بچه» (ریمیکس سازهای زهی) | سوئیفت آنتونوف                        | ۳:۲۰                                  |
| ۱۶.                                   | «حرف‌های عاشقانه» (ریمیکس پیانو)         | سوئیفت باوری                          | ۳:۲۸                                  |
| مجموع مدت:                            | مجموع مدت:                              | مجموع مدت:                            | ۵۴:۵۰                                 |

یادداشت‌ها
- ^  به تهیه‌کننده‌ای مشترک دلالت دارد.

## جدول‌ها
| جدول (۲۰۲۲)                                          | بالاترین جایگاه |
| ---------------------------------------------------- | --------------- |
| آلبوم‌های استرالیایی (ای‌آرآی‌ای)                       | ۱               |
| آلبوم‌های اتریشی (آلبوم‌های او۳)                       | ۱               |
| آلبوم‌های بلژیکی (اولتراتاپ فلاندرز)                  | ۱               |
| آلبوم‌های بلژیکی (اولتراتاپ والونیا)                  | ۱               |
| آلبوم‌های کانادایی (بیلبورد)                          | ۱               |
| آلبوم‌های بین‌المللی کرواتی (HDU)                      | ۲               |
| آلبوم‌های چک (سی‌ان‌اس آی‌اف‌پی‌آی)                        | ۱               |
| آلبوم‌های دانمارکی (هیت‌لیستن)                         | ۱               |
| آلبوم‌های هلندی (جدول‌های هلند)                        | ۱               |
| آلبوم‌های فنلاندی (جدول رسمی فنلاند)                  | ۱               |
| آلبوم‌های فرانسوی (اس‌ان‌ئی‌پی)                          | ۱               |
| آلبوم‌های آلمانی (۱۰۰ آلبوم برتر رسمی)                | ۱               |
| آلبوم‌ها یونان (آی‌اف‌پی‌آی یونان)                       | ۴               |
| آلبوم‌های مجارستانی (ماهاز)                           | ۴               |
| آلبوم‌های ایسلندی (Plötutíðindi)                      | ۱               |
| آلبوم‌های ایرلندی (انجمن صنعت ضبط ایرلند)             | ۱               |
| آلبوم‌های ایتالیایی (فیمی)                            | ۱               |
| آلبوم‌های ژاپنی (اوریکون)                             | ۷               |
| آلبوم‌های ترکیبی ژاپنی (اوریکون)                      | ۷               |
| آلبوم‌های داغ ژاپنی (بیلبورد ژاپن)                    | ۸               |
| آلبوم‌های لیتوانیایی (AGATA)                          | ۱               |
| آلبوم‌های نیوزیلندی (آرام‌ان‌زد)                        | ۱               |
| آلبوم‌های نروژی (وی‌جی-لیستا)                          | ۱               |
| آلبوم‌های لهستانی (زدپی‌ای‌وی)                          | ۴               |
| آلبوم‌های پرتغالی (ای‌اف‌پی)                            | ۱               |
| آلبوم‌های اسکاتلندی (شرکت جدول‌های رسمی)               | ۱               |
| آلبوم‌های اسلواکی (فدراسیون بین‌المللی صنعت فونوگرافی) | ۱               |
| آلبوم‌های کره جنوبی (جدول گائون)                      | ۸۱              |
| آلبوم‌های اسپانیایی (پروموزیکای)                      | ۱               |
| آلبوم‌های سوئدی (برترین‌های سوئد)                      | ۱               |
| آلبوم‌های سوئیسی (جدول موسیقی سوئیس)                  | ۱               |
| آلبوم‌های بریتانیا (شرکت جدول‌های رسمی)                | ۱               |
| بیلبورد ۲۰۰ ایالات متحده                             | ۱               |

## گواهی‌نامه‌ها
| منطقه                                   | گواهی     | واحد گواهی‌شده/فروش |
| --------------------------------------- | --------- | ------------------ |
| استرالیا (آی‌اف‌پی‌آی استرالیا)            | ۳× پلاتین | ۲۱۰٬۰۰۰^           |
| اتریش (فونوگرافی اتریش)                 | پلاتین    | ۱۵٬۰۰۰             |
| بلژیک (بی‌ئی‌ای)                          | طلا       | ۱۰٬۰۰۰             |
| کانادا (میوزیک کانادا)                  | ۲× پلاتین | ۱۶۰٬۰۰۰            |
| دانمارک (آی‌اف‌پی‌آی)                      | ۲× پلاتین | ۴۰٬۰۰۰             |
| فرانسه (اس‌ان‌ئی‌پی)                       | پلاتین    | ۱۰۰٬۰۰۰            |
| آلمان (بی‌وی‌ام‌آی)                        | پلاتین    | ۲۰۰٬۰۰۰            |
| ایتالیا (اف‌آی‌ام‌آی)                      | پلاتین    | ۵۰٬۰۰۰             |
| مکزیک (امپروفون)                        | پلاتین    | ۱۴۰٬۰۰۰            |
| نیوزیلند (آرآی‌ای‌ان‌زد)                   | ۵× پلاتین | ۷۵٬۰۰۰             |
| نروژ (آی‌اف‌پی‌آی نروژ)                    | طلا       | ۱۰٬۰۰۰*            |
| لهستان (زدپی‌ای‌وی)                       | ۲× پلاتین | ۴۰٬۰۰۰             |
| پرتغال (انجمن صنفی گرامافون)            | طلا       | ۷٬۵۰۰^             |
| اسپانیا (سازنده‌های موسیقی)              | ۲× پلاتین | ۸۰٬۰۰۰             |
| سوئیس (آی‌اف‌پی‌آی سوئیس)                  | طلا       | ۱۰٬۰۰۰             |
| بریتانیا (بی‌پی‌آی)                       | ۳× پلاتین | ۹۰۰٬۰۰۰            |
| ایالات متحده (آرآی‌ای‌ای)                 | ۲× پلاتین | ۲٬۸۱۴٬۰۰۰          |
| رقم فروش+پخش جاری تنها بر پایهٔ گواهی‌ها. |           |                    |

## تاریخچهٔ انتشار
| منطقه | تاریخ         | فرمت                                | ناشر            | منا.   |
| ----- | ------------- | ----------------------------------- | --------------- | ------ |
| مختلف | ۲۱ اکتبر ۲۰۲۲ | نوار کاست سی‌دی دیجیتال استریم وینیل | ریپابلیک رکوردز | [ ۷۹ ] |